# کلارا زاکوپالووا
 کلارا زاکوپالووا (انگلیسی: Klára Zakopalová؛ زاده ۲۴ فوریهٔ ۱۹۸۲) یک تنیس‌باز اهل جمهوری چک است.